# Local Color on the A-1 Ranch
Local Color on the A-1 Ranch è un cortometraggio muto del 1916 scritto, diretto e interpretato da Tom Mix. Commedia di genere western prodotto dalla Selig, il film aveva come altri interpreti Victoria Forde, Joe Simkins, Joe Ryan, Pat Chrisman, Sid Jordan e Old Blue, famoso cavallo di Tom Mix.

## Trama
Al ranch la vita trascorre tranquillamente finché un giorno al caposquadra non arriva la lettera di un vecchio amico che gli annuncia la visita di sua figlia. La ragazza vuole documentarsi sul West per trovare spunti per i suoi racconti. Il caposquadra e i cowboy si mettono allora d'impegno per soddisfare le fantasie della scrittrice facendole trovare un manichino impiccato a un albero. Tom le spiega, facendola quasi svenire dallo spavento, che stavano semplicemente impiccando uno scrittore di storie che è capitato per caso al ranch. La ragazza decide di amoreggiare con Tom per scoprire i segreti del fascino maschile del west che lei poi userà nei suoi racconti. John Hicks, il proprietario del ranch, scopre le sue intenzioni e avverte Tom. Hicks e i cowboy accusano Vicky di scherzare con il sentimenti di Tom. Quando al ranch arriva uno sconosciuto dagli abiti dimessi, gli viene chiesto di partecipare come pastore alle nozze fasulle tra Tom e Vicky. L'uomo accetta e celebra la cerimonia che poi si dimostrerà valida perché lo sconosciuto era effettivamente un vero pastore. Alla fine, Tom riuscirà a convincere Vicky di non avere fatto, sposandolo, un cattivo matrimonio.

## Produzione
Il filme, che fu prodotto dalla Selig Polyscope Company, venne girato a Las Vegas, nel New Mexico.

## Distribuzione
Distribuito dalla General Film Company, il film - un cortometraggio in due bobine - uscì nelle sale cinematografiche statunitensi il 29 luglio 1916.
La Grapevine Video lo ha distribuito riversato in VHS.